# Contracepție

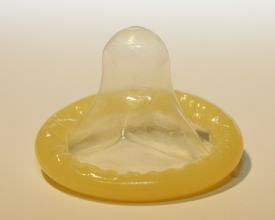
Prezervativ (neînceput).

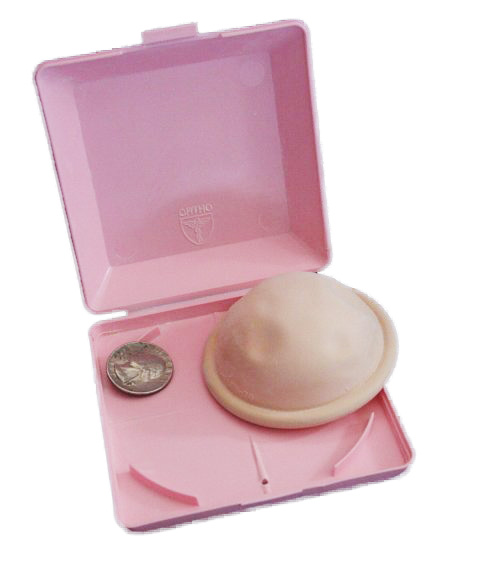
O diafragmă (una dintre metodele de blocaj) comparată cu o monedă de 0,25 dolari

Contracepția, cunoscută (rar) și sub numele de control hormonal, control al fertilității sau anticoncepție constă în totalitatea metodelor folosite pentru evitarea sarcinilor nedorite. Diverse metode contraceptive au început să fie utilizate încă din Antichitate, însă metodele sigure, cu eficiență foarte ridicată au apărut abia în secolul al XX-lea. Planificarea medicală, punerea la dispoziție și utilizarea metodelor contraceptive intră sub denumirea generală de planificare familială. Anumite culturi limitează și descurajează metodele contraceptive pe considerente etice, morale, religioase, politice sau financiare. 

## Descriere
Organizația Mondială a Sănătății oferă îndrumări cu privire la siguranța metodelor contraceptive pentru femeile cu afecțiuni medicale ce necesită îngrijire specială. Cea mai sigură dintre metodele contraceptive o reprezintă sterilizarea prin vasectomie la bărbați și ligaturarea trompelor uterine la femei, dispozitivele intrauterine, precum și contraceptivele hormonale administrate sub formă de implanturi. Acestea sunt, de asemenea, susținute prin metode de contraceptive cu administrare orală, sub forma pastilelor anticoncepționale sau plasturi, inele vaginale și injecții. Metodele cu eficacitate de sine stătătoare mai redusă sunt reprezentate prin bariere fizice ce împiedică intrarea spermei în uter, precum prezervativele, diafragmele intra-vaginale, bureții contraceptivi și cunoașterea detaliată a ciclului de fertilitate al femeilor. Cele mai puțin eficiente metode sunt spermicidele și retragerea părții masculine înaintea ejaculării. Sterilizarea, deși foarte eficientă, de obicei nu este reversibilă; toate celelalte metode, însă, sunt reversibile, de obicei în momentul încetării utilizării lor. Practica sexuală sănătoasă, ce implică utilizarea prezervativului masculin sau feminin, poate preveni contractarea unor boli cu transmitere sexuală. Celelalte metode contraceptive nu oferă această protecție împotriva infectării cu BTS-uri. Metodele contraceptive de urgență pot preveni o sarcină nedorită dacă sunt utilizate în decursul a 72 până la 120 de ore de la ultimul act sexual neprotejat. Unele persoane consideră că alegerea de a nu participa în acte sexuale reprezintă o formă de contracepție, însă educația bazată pe abstinență, fără prezentarea și explicarea metodelor contraceptive menționate mai sus, poate duce la o creștere explozivă în numărul cazurilor de mame adolescente, datorită fenomenului de nesupunere. 
Printre adolescenți, sarcinile prezintă riscuri crescute de a nu putea fi purtate până la termen în siguranță, ducând la complicații și rezultate periculoase atât pentru mamă, cât și pentru făt. Educația sexuală amplă, precum și disponibilitatea metodelor contraceptive scad considerabil numărul sarcinilor nedorite pentru această grupă de vârstă. Deși toate metodele anticoncepționale pot fi utilizate de persoanele tinere, metodele reversibile cu acționare pe termen lung precum implanturile, dispozitivele intrauterine sau inelele vaginale sunt mai eficiente în prevenirea sarcinilor la adolescente. În urma nașterii, o femeie ce nu alăptează exclusiv poate începe o nouă sarcină în patru, până la șase săptămâni. Anumite metode contraceptive pot fi utilizate imediat după naștere, pe când unele necesită o întârziere de până la șase luni. Pentru femeile ce alăptează, se preferă metodele bazate exclusiv pe progestogeni, în defavoarea pastilelor mixte. Pentru femeile ajunse la menopauză, se recomandă utilizarea metodelor contraceptive pentru cel puțin încă un an de la ultimul ciclu menstrual. 
Aproximativ 222 de milioane de femei din țările subdezvoltate care încearcă să evite o sarcină nedorită nu folosesc metode contraceptive moderne. Utilizarea acestora, însă, a redus rata deceselor la naștere sau în timpul sarcinii cu 40% (approx. 270,000 de morți prevenite în 2008) și ar putea preveni până la 70% din decese, dacă aceste metode contraceptive ar fi folosite corect, de către toate persoanele ce au nevoie de ele, la nivel global. Crescând timpul de recuperare între sarcini, contracepția poate îmbunătăți rezultatele sarcinilor și supraviețuirea copiilor nou-născuți. În țările în curs de dezvoltare, veniturile femeilor, bunurile materiale, greutatea corporală, precum și educația și sănătatea copiilor sunt considerabil mai mari în zonele cu acces facil la metodele contraceptive. De asemenea, aceste metode încurajează creșterea economică, deoarece conduc la un număr redus de copii dependenți, ceea ce conduce la o creștere a numărului de femei active pe piața muncii și reduce consumul anumitor resurse reduse cantitativ. 

## Metode contraceptive
Contracepția constă în utilizarea metodelor bazate pe bariere fizice, control hormonal, dispozitive intrauterine, sterilizare și metode comportamentale. Acestea sunt menite a fi folosite înaintea sau în timpul actului sexual, în timp ce metodele contraceptive de urgență pot fi utilizate în decurs de până la cinci zile de la ultimul act sexual neprotejat. Eficacitatea unei metode este definită ca numărul de sarcini avute de femei ce au utilizat metoda considerată timp de un an, respectiv ca o rată globală de eșec în cazul metodelor cu rată foarte mare de succes, precum ligaturarea tuburilor uterine.
Cele mai eficiente metode sunt cele de lungă durată și care nu necesită vizite medicale constante. Sterilizarea pe cale chirurgicală, implanturile hormonale și dispozitivele intrauterine au rate de eșec în primul an sub 1%. Pastilele contraceptive, plasturii sau inelele vaginale, dacă sunt folosite corect și instrucțiunile de utilizare sunt urmate cu strictețe, pot avea o rată de eșec de sub 1% în primul an de utilizare. În practică, aceste metode au rate de eșec mult mai mari, aproximativ 9%, datorate utilizării incorecte. Alte metode precum prezervativele, diafragmele și spermicidele au rate de eșec similare chiar și în cazul utilizării perfecte. Academia Americană de Pediatrie încurajează utilizarea de metode contraceptive reversibile, cu acțiune de lungă durată, ca primă variantă pentru persoanele tinere.
Deși majoritatea metodelor contraceptive pot avea anumite efecte adverse, riscul asumat este considerabil mai redus decât o sarcină. În urma finalizării utilizării sau eliminării multor metode contraceptive, precum anticoncepționalele administrate oral, plasturii sau injecțiile, șansele de a începe o sarcină revin la o valoare egală cu a unei persoane care nu a folosit nicio măsură contraceptivă.